# Jan Rycx
Jan Rycx (Brugge, 23 september 1585 - 19 september 1643) was een zeventiende-eeuwse Vlaams kunstschilder uit Brugge.

## Levensloop
Jan Rycx, zoon van Jan, huwde in 1611 met Catherine Pot. Ze kregen elf kinderen.
Rycx leerde het vak bij de schilder Nicolaas Blomme. Zijn leergeld werd tussen 1600 en 1606 door de stad Brugge betaald. Hij werd lid van het ambacht der beeldenmakers.
In 1629 kocht hij de Venetiaanse Loge op het Beursplein en richtte er zijn atelier in.
Inventarissen leren dat hij heel wat schilderijen maakte, maar ze identificeren blijkt niet te lukken. Eén schilderij is alvast bekend, namelijk de in 1630 door hem gemaakte getrouwe kopie van het retabel van Rogier van der Weyden. Het origineel hing in de kerk van Middelburg, tot het door de heer van Middelburg, graaf de Merode, bij zich werd genomen en in de 19de eeuw opdook toen het werd verkocht aan het Dahlhemmuseum in Berlijn, waar het zich nog steeds bevindt. De kopie door Rycx bevindt zich nog steeds in de kerk van Middelburg.